# Свободен дух
„Свободен дух“ (на турски: Erkenci Kuş, в най-близък превод „Ранобудна птичка“) е турски сериал, премиерно излъчен през 2018 г.

## Излъчване
| Сезон | Епизоди | Начало на сезона | Край на сезона | Всички епизоди | ТВ сезон    | ТВ канал | Дата и час                     |
| ----- | ------- | ---------------- | -------------- | -------------- | ----------- | -------- | ------------------------------ |
| 1     | 51      | 26 юни 2018      | 6 август 2019  | 1 – 51         | 2018 – 2019 | Star TV  | вторник/събота/вторник (20:00) |

## Излъчване в България
| Сезон | Епизоди | Начало на сезона    | Край на сезона | Всички епизоди | ТВ сезон       | ТВ канал | Дата и час                 |
| ----- | ------- | ------------------- | -------------- | -------------- | -------------- | -------- | -------------------------- |
| 1     | 161     | 30 октомври 2019 г. | 6 юли 2020 г.  | 1 – 161        | 2019 – 2020 г. | bTV      | всеки делничен ден (18:00) |

## Актьорски състав
- Демет Йоздемир – Санем Айдън-Дивит
- Джан Яман – Джан Дивит
- Йозлем Токаслан – Мевкибе Айдън
- Джихан Еркан – Музафер Кая „Зеберджет“
- Ознур Серчелер – Лейля Айдън-Дивит
- Биранд Тунджа – Емре Дивит
- Берат Йенилмез – Нихат Айдън
- Севджан Яшар – Айлин Юксел
- Анъл Челик – Дженгиз Йоздемир „Джейджей“
- Тууче Кумрал – Дерен Кескин
- Джерен Тасчъ – Айхан Ъшък
- Сибел Шишман – Гюлиз Йълдъръм
- Али Яааджъ – Осман Ъшък
- Асуман Чакър – Айсун Кая
- Фери Байджу Гюлер – Меляхат
- Ахмет Сомерс – Азиз Дивит
- Туан Туналъ – Метин Адвокат
- Оуз Окул – Ръфат
- Кимя Гьокче Айтач – Полен
- Айше Акън – Арзу Таш
- Баки Чифтчи – Левент
- Аслъ Мелиса Узун – Гамзе
- Гамзе Топуз – Джейда
- Йозгур Йозберк – Енцо Фабри
- Ипек Тенолджай – Хюма Ердамар
- Дилек Сербест – Айча
- Утку Атеш – Ийт Ерсиос
- Тайлан Ерлер – Митхад Айдън
- Севинч Ербулак – Михрибан
- Башак Гюмюлчинелиоглу – Дениз
- Алие Узунатаан — Ремиде

## Сюжет

#### Подробен
Санем има две мечти – да стане писателка и да се премести в Галапагос. Тя работи в смесен магазин, в квартала който живее със сестра си Лейля и ротителите си Мевкибе и Нихат. Те я карат да намери по‐хубава работа, иначе в противен случай ще я омъжат със Зеберджет (Музафер), въпреки че тя не иска. Лейля е асистент на шефа си в рекламната агенция, в която работи. Санем започва работа във фирмата, в която работи Лейля, оттървайки се от Зеберджет. В този ден се празнува 40 годишнината от създаването на агенцията. Джан е фотограф и повечето време е в чужбина, пътувайки по света. По принцип баща му Азис е във фирмата, но трябва да отиде на чужбина Джан и брат му Емре трябва да останат. Тъй като 40-та годишнина на фирмата е важно събитие и всички работещи са поканени, той трябва да присъства. Санем влиза в грешната зала, която е тъмна. В това време Джан идва и те се влюбват без да се вижтат. Той забелязва, че Санем има прекрасен аромат, а тя забелязва, че той има брада и черни модерни обувки. След случката Санем напуска залата и отива в правилната зала. Тя не знае, че се е влюбила в Джан, но му слага прякор Албатрос и започва да го търси. Емре и Айлин са заедно, но никой не го знае, защото Айлин е откраднала клиенти от фирмата. Бащата на Санем има заем от 40 000 лири, за който Санем разбира, а Емре ѝ предлага помощта си. В замяна, тя трябва да прави всичко, което ѝ каже в продължение на една година. В една червена папка има документи за партньрството им. Емре казва на Санем да отиде да я вземе от къщата на Джан. Тя отива, успява да скрие папката, но Джан я забелязва и я пита какво търси тук. Тя измисля една лъжа и му казва, че е загубила много важно нещо в якето на Емре. Джан го отваря и излиза пръстен. Тя остава принудена да каже, че е сгодена. Тъй като Джан е фотограф трябва да снима снимките на Арзу, но Санем не иска, защото го ревнува. Те отиват в една гора, където Санем откъсва цветя и си прави собствен парфюм. Тя го споделя с Джан и той разбира, че се е влюбил в нея. Санем се запознава с италянецът Ензо Фабри, който много иска да работи с фирмата. Той и предлага да танцуват, но Джан я ревнува, хваща я за ръката и тръгва. Той споделя, че кампанията не е важна. Фабри ,опитвайки се да разбере какво става, Джейджей, който работи във фирмата казва, че Санем и Джан са заедно и Джан е ревнувал Санем. На следващата среща Фабри забелязва пръстена в ръката на Санем и си мисли, че са сгодени със Джан. Емре е взел този пръстен за Айлин. Тя го научава и Санем трябва да не слага пръстена при Айлин. Всички си мислят, че Санем е сгодена със Осман, Фабри мисли, че е сгодена със Джан, но всъщност тя не е сгодена със никого. Майка и (Мевкибе) научава за това и тя трябва да разкаже, че не е сгодена. Айхан и Осман са брат и сестра и живеят в квартала. В една кампания Джан трябва да снима снимките на Санем, но не иска да ги вижда никой. Емре казва на Санем да ги вземе от стаята на Джан. Когато Емре дава пръстена на Санем, Айлин си помислила, че има нещо между тях. Тя открива снимките на Санем и казва на един хакер да ги публикува в една страница, която изглежда като създадена преди 1 година. Всички виждат тази реклама, която е причина за временна загуба на лиценза за фотографията на Джан. Емре и Санем намират хакера и карат полицаите да го арестуват. Ако Джан научи, че Емре и Айлин са направили всичко няма да им прости и зарати това Санем започва да бяга от Джан и му казва да отиде, а той споделя, че ако отиде повече никога няма да го види. След това тя се отказва от мнението си и тъкмо отива в къщата на Джан, за да му каже, че да не отива се среща с Полен – бившата на Джан, но са останали приятели. Полен, искайки да направи изненада на Джан, се запознава по-подробно със Санем. В следващите дни фирмата предлага на Осман да участва в една реклама и той се съгласява. Основаването на рекламното студио се осъществява в гората и там се снима рекламата. През нощта Санем отивайки само за пет минути да види Джан остава цяла нощ и под звездите спат заедно. Санем си мисли ако Джан научи всичко, което са му направили със Емре и Айлин повече никога няма да го обича. Гюлиз е приятелка на Санем и работи във фирмата. Когато Полен идва с куфарите в къщата на Джан тя си помисля, че се премества в къщата му и го споделя със Санем. Тя вече се отказва и отива в сградата, където се провете 40 годишнината на фирмата. В същото време и Джан идва с модерните черни обувки и Санем вече е сигурна, че Джан е търсения албатрос. 
Вече и двамата знаеха, че са любовници, но Джан все още не знае за това какво са направили Емре, Санем и Айлин. В един ден Джан подслушва Емре и Санем и става свидетел на разговора им, в който той научава всичко. От този момент той не иска да говори с никого, защото много е изнервен. В агенцията се държи много лошо и със Санем и със Емре. Тъкмо фирмата започвайки да фалира Фабри достига и предлага на Санем да си даде органичният парфюм, за да помогне на фирмата, но никой не знае за това. Санем отваря червената папка и вижда документите за партньорството между Емре и Айлин. Емре дава заповед на Лейля да вземе тези документи от Санем, преди да ги е показала на Джан. Успява. Санем, мислейки, че документите са вътре в папката отивада ги покаже на Джан. Той я отваря и вижда, че е празна. Санем научава, че Лейля е взела документите. За да се извини на Санем, Лейля отива и сама дава тези документи на Джан, въпреки че той още повече се изнервя. Емре прави катастрофа и Джан му прости, защото все пак е брат му. След това отново се връщат в агенцията. Джан и Санем отново са заедно. Фабри идва отново и става партньор във фирмата. Джан се изнервя и отива при него. В един момент не издържа и му полага физически тормоз, след което той се оплаква на полицията и го арестуват временно. Предложението на Фабри към Санем все още е валидно. Санем си дава парфюма на Фабри и той оттегля жалбата си. Майката на Джан (Хюма) идва и се запознава със Санем и нейната среда, но отказва да са заедно със Джан. Мине работи при Фабри. Тя като научи какво е направил във фирмата, отива да говори с Джан, подава жалба и полицията арестува Айлин и Фабри. Джан като научи, че Санем е дала парфюма си на Фабри не и прости, защото Джан и Санем са единствените собственици на парфюма. Идва Полен и брат и Йиит. След запознаването на Йиит и Санем, той му помага да стане писателка, след което Санем започва да пише роман. Тя всъщност има недовършен роман, в който пише за мечтите си – Джан, Галапагос..., но пише нов. Работещите във фирмата се опитват да сдобрят Джан и Санем, но не успяват. Джан ревнува Санем със Йиит, Санем ревнува Джан със Полен, виждат, че така не става и се сдобряват. След това решават да се оженят, но преди това Емре и Лейля се женят. Тъй като родителите им не могат да се разбират, те се ожениха тайно. Джан и Санем не можаха да покажат смелост и да се оженят. Санем отиде и даде тетрадката на Джан, която съдържа всичките техни спомени дотук. След това Йиит обвинява Джан, че е скъсал и изгорил тетрадката и Санем му вярва. Джан се изнервя много и му полага физически тормоз, след което той остава едно време под инвалид. Джан колкото и да се опитва да каже на Санем, че не е изхвърлил тетрадката, не успява. Санем си мисли, че Джан вече не го обича, а той, тъгувайки, отива за дълго време. Една година не се виждат.
Джан се връща след една година, но не за Санем, а само да види баща си. По време на тази една година Санем е публикувала романа си и се е преместила в една къща край полето, а Джан е пътувал с яхтата си в океаните, но двамата влюбени никога не са забравили един друг. Джан беше сигурен, че Йиит изгори тетрадката на Санем, но трябваше да го докаже. Той се преструва, че е имало камера в горската къща, в която Йиит изхвърли тетрадката на Санем. Йиит отивайки да вземе записите, опожарява къщата. Джан влиза вътре в пожара и взима най-ценното нещо за него, с което той никога не е забравил Санем, а тя вече е сигурна, че той не е изхвърлил ценната тетрадка. Йиит споделя на Хюма, че има камера, а тя, търсейки оригиналните записи покрай къщата, научава, че там никога е нямало камера. Йиит, казващ, че ще си признае и ще разкаже всичко на Санем, предлага и брак, но тя не приема. Бащата на Джан от началото е обичал Михрибан, но най-грешната му постъпка е да се ожени с Хюма. Джан и Санем на края се  сдобряват. Джан научава Санем как да използва Яхтата. Двамата решават да пътуват по океаните. Преди това Джан преживява тежка катастрофа с удар в мозъка, след което забравя Санем. Джан чете книгата на Санем, в която са написани голяма част от техните спомени. Джан започва да си спомня бавно бавно и се влюбва отново в Санем. Той и предлага брак и тя приема. След най-радостният им ден, решават да се преместят в Галапагос. След време им стават три деца – едно момче и две момичета (тризнаци), както е споменато в щастливия край на романа, който е публикуван преди години.

#### Сбит
Санем мечтае да бъде писателка и да живее в Галапагос. Тя започва да работи във рекламната фирма, в която работи сестра и Лейля. Джан е фотограф, пътува по Земята и рядко се отбива до фирмата. Той има брат Емре и баща му Азис, който е шеф на фирмата. Джан и Санем се влюбват, но без да се виждат. Той усеща прекрасната миризма на Санем. Тя му слага прякор албатрос и започва да го търси. Той сам излиза пред нея и казва, че е албатрос. Санем се запознава със Фабри. Той иска парфюма на Санем. Колкото и Джан да не иска, Санем е принудена да даде парфюма си, защото го обича. След като Джан го научи не се държи толкова добре със Санем, но това е временно, защото са влюбени. Накрая решават да се сдобрят, даже и да се оженят, но преди тях се женят Лейля и Емре. Йиит обвинява Джан, че е изхвърлил тетрадката, съдържаща голяма част от спомените му със Санем, а тя му вярва. Джан тръгва и не се връща една година. По време на тази година Санем е публикувала романа си и е станала писателка, а Джан е прекарал времето си по океаните, пътувайки с яхтата. Санем малко късно осъзнава, че Джан не е изхвърлил тетрадката със спомените и след това се сдобряват. Мечтаейки да пътуват с яхтата и да отидат в Галапагос, Джан преживява катастрофа със силна дарба в мозъка, след което забравя Санем. Със времето бавно започва да си спомня и отново се влюбва в Санем. Накрая се женят и се преместват в Галапагос. След време им стават три деца (тризнаци), както е написано в романа на Санем.

## В България
В България сериалът започва на 30 октомври 2019 г. по bTV и завършва на 6 юли 2020 г. Дублажът е на студио Медиа Линк. Ролите се озвучават от Мина Костова (до сто и четвърти епизод), Ралица Стоянова (от сто и пети епизод), Нина Гавазова (до сто и четвърти епизод), Яна Огнянова (от сто и пети епизод), Даниел Цочев (до сто и четвърти епизод), Борис Кашев (от сто и пети епизод), Методи Вълчев и Александър Воронов.
На 11 ноември започва повторно излъчване по bTV Lady и завършва на 9 март 2021 г. На 20 ноември започва ново повторение и завършва на 2 юли 2022 г.